# Mistrzostwa Świata w Hokeju na Lodzie 2019
83. Mistrzostwa Świata w Hokeju na Lodzie 2019 organizowane przez IIHF odbyły się na Słowacji. Miastami goszczącymi najlepsze reprezentacje świata były Bratysława i Koszyce. Turniej elity rozegrany został w dniach 10–26 maja 2019 roku. Zawody były jednocześnie kwalifikacją do następnego turnieju. Po raz pierwszy w historii w Mistrzostwach Świata w hokeju na lodzie rywalizowały reprezentacja Kirgistanu i reprezentacja Tajlandii.

## Elita
Turniej został rozegrany w dniach od 10 do 26 maja 2019 roku w Bratysławie i Koszycach na Słowacji. Wzięło w nim udział 16 najlepszych drużyn świata.
W tej części mistrzostw system rozgrywania meczów był inny niż w niższych dywizjach. Najpierw wszystkie drużyny uczestniczyły w fazie grupowej, w której były podzielone na dwie 8-zespołowe grupy. Cztery czołowe drużyny z każdej grupy automatycznie zakwalifikowały się do fazy pucharowej ukierunkowanej na wyłonienie mistrza świata. Ostatnie zespoły z obu grup zostały zdegradowane do Dywizji I Grupy A.
| Msc. | Reprezentacja     |
| ---- | ----------------- |
|      | Finlandia         |
|      | Kanada            |
|      | Rosja             |
| 4    | Czechy            |
| 5    | Szwecja           |
| 6    | Niemcy            |
| 7    | Stany Zjednoczone |
| 8    | Szwajcaria        |
| 9    | Słowacja          |
| 10   | Łotwa             |
| 11   | Dania             |
| 12   | Norwegia          |
| 13   | Wielka Brytania   |
| 14   | Włochy            |
| 15   | Francja           |
| 16   | Austria           |

## Dywizja I
Grupa A Dywizji I jest drugą klasą mistrzowską, z której dwie pierwsze drużyny uzyskały awans do Elity, a ostatni zespół został zdegradowany do Grupy B Dywizji I. Grupa B Dywizji I stanowi trzecią klasę mistrzowską. Jej zwycięzca awansował do Dywizji I Grupy A, zaś ostatnia drużyna spadła do Dywizji II Grupy A.

### Grupa A
Mistrzostwa Świata Dywizji I Grupy A zostały rozegrane w dniach od 29 kwietnia do 5 maja 2019 roku w Astanie, stolicy Kazachstanu.
Tabela końcowa turnieju
| Lp. | Zespół           | M | Pkt | Z | Zd | Pd | P | G+ | G- | +/− |
| --- | ---------------- | - | --- | - | -- | -- | - | -- | -- | --- |
| 1   | Kazachstan       | 5 | 14  | 4 | 1  | 0  | 0 | 16 | 75 | +9  |
| 2   | Białoruś         | 5 | 10  | 3 | 0  | 1  | 1 | 14 | 12 | +2  |
| 3   | Korea Południowa | 5 | 9   | 3 | 0  | 0  | 2 | 16 | 11 | +5  |
| 4   | Słowenia         | 5 | 6   | 2 | 0  | 0  | 3 | 21 | 12 | +9  |
| 5   | Węgry            | 5 | 3   | 1 | 0  | 0  | 4 | 7  | 18 | −11 |
| 6   | Litwa            | 5 | 3   | 1 | 0  | 0  | 4 | 7  | 21 | −14 |

    = awans do elity
    = utrzymanie w I dywizji grupie A
    = spadek do I dywizji grupy B

### Grupa B
Mistrzostwa Świata Dywizji I Grupy B zostały rozegrane w dniach od 28 kwietnia do 4 maja 2019 roku w Tallinnie, stolicy Estonii.
Tabela końcowa turnieju
| Lp. | Zespół   | M | Pkt | Z | Zd | Pd | P | G+ | G- | +/− |
| --- | -------- | - | --- | - | -- | -- | - | -- | -- | --- |
| 1   | Rumunia  | 5 | 13  | 3 | 2  | 0  | 0 | 18 | 9  | +9  |
| 2   | Polska   | 5 | 13  | 4 | 0  | 1  | 0 | 27 | 13 | +14 |
| 3   | Japonia  | 5 | 6   | 2 | 0  | 0  | 3 | 16 | 17 | −1  |
| 4   | Estonia  | 5 | 6   | 1 | 1  | 1  | 2 | 15 | 16 | −1  |
| 5   | Ukraina  | 5 | 4   | 1 | 0  | 1  | 3 | 17 | 20 | −3  |
| 6   | Holandia | 5 | 3   | 1 | 0  | 0  | 4 | 7  | 25 | −18 |

    = awans do I dywizji grupy A
    = utrzymanie w I dywizji grupie B
    = spadek do II dywizji grupy A

## Dywizja II
Grupa A Dywizji II jest czwartą klasą mistrzowską, z której pierwsza drużyna uzyskała awans do Dywizji I Grupy B, a ostatni zespół został zdegradowany do Grupy B Dywizji II. Grupa B Dywizji II stanowi piątą klasę mistrzowską. Jej zwycięzca awansował do Dywizji II Grupy A, zaś ostatnia drużyna spadła do Dywizji III.

### Grupa A
Mistrzostwa Świata Dywizji II Grupy A zostały rozegrane w dniach od 8 do 14 kwietnia 2019 roku w Belgradzie, stolicy Serbii.
Tabela końcowa turnieju
| Lp. | Zespół    | M | Pkt | Z | Zd | Pd | P | G+ | G- | +/- |
| --- | --------- | - | --- | - | -- | -- | - | -- | -- | --- |
| 1   | Serbia    | 5 | 11  | 3 | 1  | 0  | 1 | 20 | 14 | +6  |
| 2   | Chorwacja | 5 | 11  | 3 | 1  | 0  | 1 | 19 | 9  | +10 |
| 3   | Australia | 5 | 10  | 3 | 0  | 1  | 1 | 14 | 10 | +4  |
| 4   | Hiszpania | 5 | 8   | 2 | 0  | 2  | 1 | 14 | 16 | -2  |
| 5   | Chiny     | 5 | 3   | 1 | 0  | 0  | 4 | 14 | 21 | -7  |
| 6   | Belgia    | 5 | 2   | 0 | 1  | 0  | 4 | 11 | 22 | -11 |

      = awans do I dywizji grupy B
      = spadek do II dywizji grupy B

### Grupa B
Mistrzostwa Świata Dywizji II Grupy B zostały rozegrane w dniach od 14 do 20 kwietnia 2019 roku w Santiago de Querétaro w Meksyku.
Tabela końcowa turnieju
| Lp. | Zespół         | M | Pkt | Z | Zd | Pd | P | G+ | G- | +/- |
| --- | -------------- | - | --- | - | -- | -- | - | -- | -- | --- |
| 1   | Izrael         | 5 | 14  | 4 | 1  | 0  | 0 | 32 | 16 | +16 |
| 2   | Islandia       | 5 | 9   | 3 | 0  | 0  | 2 | 26 | 15 | +11 |
| 3   | Nowa Zelandia  | 5 | 9   | 3 | 0  | 0  | 2 | 26 | 18 | +8  |
| 4   | Gruzja         | 5 | 6   | 2 | 0  | 0  | 3 | 18 | 27 | -9  |
| 5   | Meksyk         | 5 | 4   | 1 | 0  | 1  | 3 | 17 | 25 | -8  |
| 6   | Korea Północna | 5 | 3   | 1 | 0  | 0  | 4 | 19 | 37 | -18 |

      = awans do II dywizji grupy A
      = spadek do III dywizji

## Dywizja III
Dywizja III jest szóstą klasą mistrzowską, z której pierwsza drużyna uzyskała awans do Dywizji II Grupy B, a najsłabsza drużyna spadła do Turnieju Kwalifikacyjnego.
Mistrzostwa Świata Dywizji III odbyły się w dniach od 22 do 28 kwietnia 2019 roku w Sofii, stolicy Bułgarii.
Tabela końcowa turnieju
| Lp. | Zespół            | M | Pkt | Z | Zd | Pd | P | G+ | G- | +/- |
| --- | ----------------- | - | --- | - | -- | -- | - | -- | -- | --- |
| 1   | Bułgaria          | 5 | 15  | 5 | 0  | 0  | 0 | 39 | 7  | +32 |
| 2   | Turcja            | 5 | 9   | 3 | 1  | 0  | 2 | 21 | 17 | +4  |
| 3   | Turkmenistan      | 5 | 7   | 2 | 0  | 1  | 2 | 21 | 21 | 0   |
| 4   | Luksemburg        | 5 | 6   | 2 | 0  | 0  | 3 | 15 | 20 | -5  |
| 5   | Chińskie Tajpej   | 5 | 5   | 1 | 1  | 0  | 3 | 23 | 35 | -12 |
| 6   | Południowa Afryka | 5 | 3   | 1 | 0  | 0  | 4 | 18 | 37 | -19 |

      = awans do II dywizji grupy B
      = spadek do Turnieju Kwalifikacyjnego

### Turniej kwalifikacyjny
Turniej Kwalifikacyjny do Dywizji III odbył się w dniach od 31 marca do 6 kwietnia 2019 roku w Abu Zabi, stolicy Zjednoczonych Emiratów Arabskich.
Tabela końcowa turnieju
| Lp. | Zespół                       | M | Pkt | Z | Zd | Pd | P | G+ | G- | +/- |
| --- | ---------------------------- | - | --- | - | -- | -- | - | -- | -- | --- |
| 1   | Zjednoczone Emiraty Arabskie | 5 | 12  | 4 | 0  | 0  | 1 | 46 | 14 | +32 |
| 2   | Hongkong                     | 5 | 12  | 4 | 0  | 0  | 1 | 31 | 18 | +13 |
| 3   | Tajlandia                    | 5 | 8   | 2 | 1  | 0  | 2 | 26 | 19 | +7  |
| 4   | Bośnia i Hercegowina         | 5 | 7   | 2 | 0  | 1  | 2 | 21 | 22 | -1  |
| 5   | Kuwejt                       | 5 | 3   | 1 | 0  | 0  | 4 | 9  | 43 | -34 |
| 6   | Kirgistan                    | 5 | 3   | 1 | 0  | 0  | 4 | 7  | 24 | -17 |

       = awans do Mistrzostw Świata III dywizji 2020